# Эретрия
Эре́трия (др.-греч. Ἐρέτρια, греч. Ερέτρια) — приморский малый город в Греции, на месте древнего одноимённого города. Расположен на высоте 9 метров над уровнем моря, на западе острова Эвбеи, на побережье залива Нотиос-Эввоикос, в 18 километрах к юго-востоку от Халкиды и в 46 километрах к северу от Афин. Административный центр одноимённой общины (дима) в периферийной единице Эвбее в периферии Центральной Греции. Население 4166 жителей по переписи 2011 года. Популярный курорт.
По северной окраине города проходит национальная дорога 44 Халкида — Аливерион.

## Климат
В Эретрии и округе царит средиземноморский климат. Умеренно жаркое, сухое лето, но мягкая и «короткая» зима. В разгар курортного сезона воздух прогревается до плюс 26 °С. За год, на Эретрию приходится около 500—600 миллиметров осадков.

## История

### «Город гребцов»
Древняя Эретрия была крупным полисом и долгое время соперничала с Халкидой.
Первое поселение, которое можно считать предшественником Эретрии, возникло примерно в 3000 году до н. э. посреди плодородной долины рядом с нынешним городом. Впоследствии, правда, поселенцам пришлось перебраться на холм, где в дальнейшем находился городской акрополь. С микенского периода поселение было уже довольно значительным. Упоминается Эретрия и в «Илиаде». Название города происходит от др.-греч. ἐρέσσω ή ἐρέττω «грести», что свидетельствует о том, что по меньшей мере с гомеровских времен жители города занимались мореплаванием.
В 825 году до н. э. в результате большого пожара эретрийцы вынуждены были покинуть свои дома и перенести город поближе к выходу из залива Нотиос-Эввоикоса. Город быстро разрастается и переживает настоящий расцвет. Удобное расположение на перекрестке морских путей, соединявших Балканскую Грецию с островами Эгейского моря и Малой Азией, плодородная земля Эвбеи, близость к залежам меди и железа быстро превратили Эретрию в один из ведущих полисов тогдашней Эллады. К своим владениям она присоединяет острова Андрос, Тинос, Кея и земли в Беотии. Город одним из первых начал чеканить собственную монету, ввел на своей территории единую систему мер — так называемые «эвбейские меры».
О царской власти в Эретрии сообщений не осталось, что может свидетельствовать о её очень ранней отмене. По крайней мере с начала VIII века до н. э. всю власть в городе сосредоточили в своих руках представители местной аристократии — так называемые «всадники», гиппеи. Страбон утверждает, что местное войско насчитывало 3000 тяжеловооружённых воинов, 600 всадников и 60 колесниц, снарядить которые в тогдашних условиях было под силу лишь представителям родовой знати. Об определенной внутренней нестабильности может свидетельствовать сообщение Плутарха, который вложил в уста Солону слова о том, что эвбейцы выбрали себе эсимнетом Тиннонда, но неизвестно, идёт ли речь в данном случае об Эретрии.

## Борьба за первенство
Эретрия одной из первых в Греции начала создавать собственные колонии. Древнейшими из них можно считать Питекуссы в Италии, которые были покорены совместно с Халкидой примерно во второй четверти VIII века до н. э. Вероятно, эретрийцы принимали участие и в создании Посейдонии (Рас-аль-Бассит) в Сирии. Отдельно от халкидян была основана колония на Керкире, однако оттуда переселенцев в 730 г. до н. э. вытеснили коринфяне. Принимать домой колонистов метрополия отказалась, поэтому они расселились в Орике и Абантиде (в Иллирии) и Метоне в Халкидике. В том же году эретрийцы основали Менду. Однако это привело к конфликту с давним партнером — Халкидой.

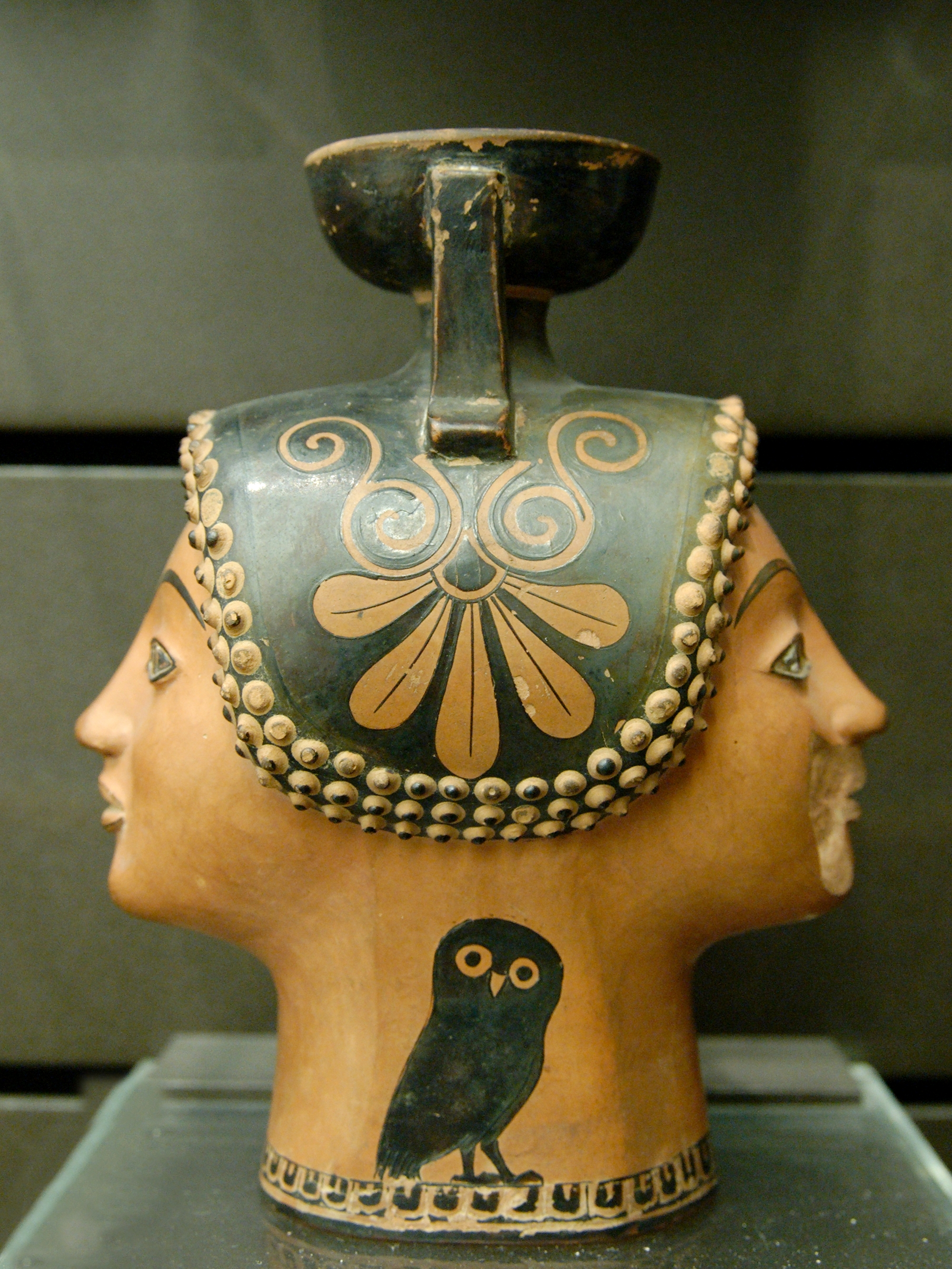
Фигурный арибалл из Эретрии, 510—500 гг. до н. э., Лувр.

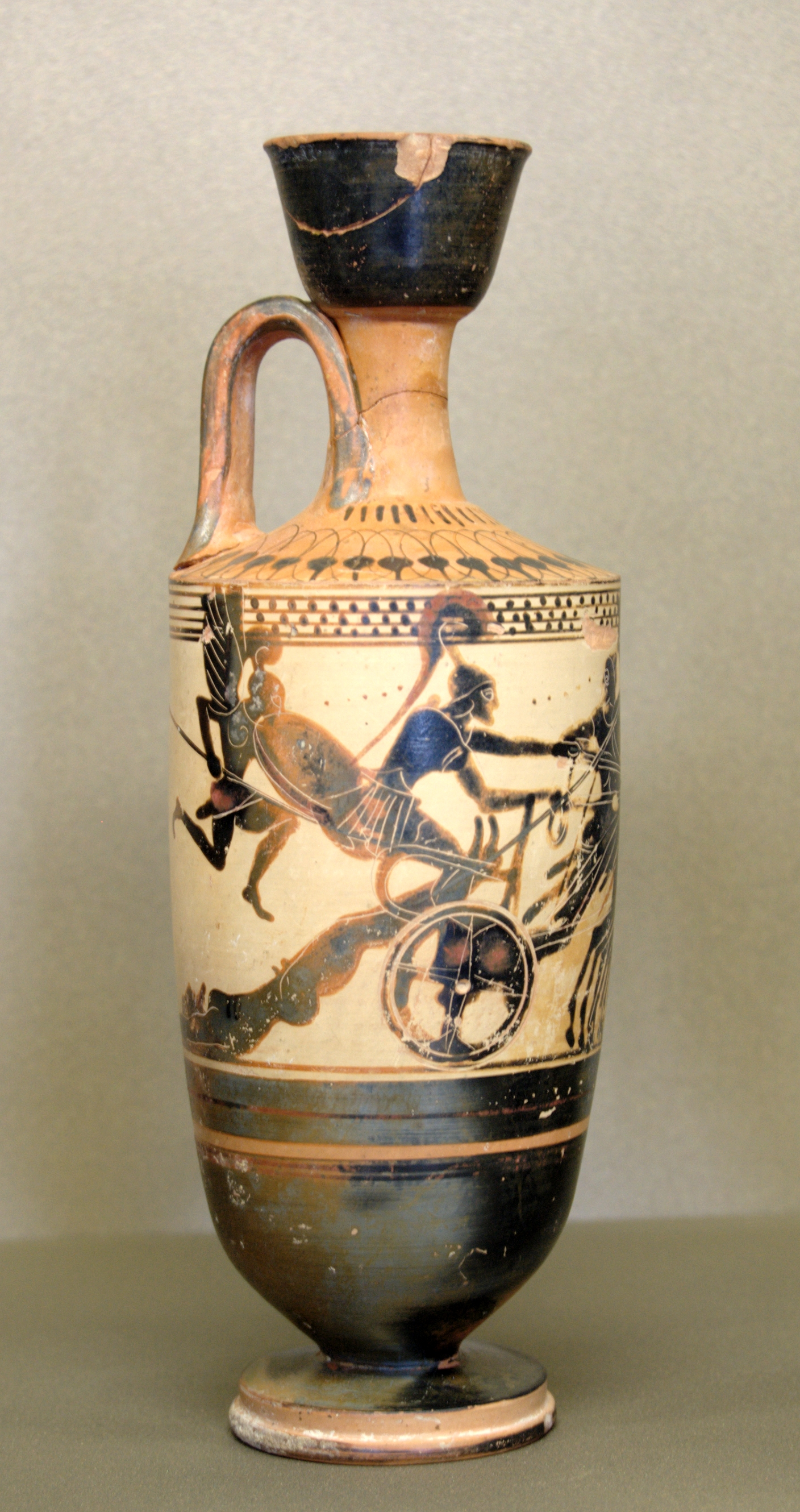
Гектор на колеснице, аттический чернофигурный лекиф, найденный в Эретрии, 490 год до н. э., Лувр.

В Лелантской войне Эретрии пришлось воевать и с Халкидой, и с Коринфом одновременно. И хотя саму Эретрии поддержали её собственные колонии, Милет, Мегары, Эгина и Аргос, ход войны в целом складывался не в её пользу. Противникам удалось истощить эретрийцев в мелких стычках, разрушить их опорные пункты на Андросе и на самой Лелантской равнине и в конце концов нанести решительный удар на их же территории. Потерпев общее поражение, Эретрия потеряла свои владения в Беотии и на Кикладах, плодородные земли на Эвбее и уступила лидерство в Эгеиде своему союзнику Милету. Правда, в отличие от победителей-халкидян эретрийцы продолжали активную колонизационную политику, сосредоточившись прежде всего на фракийском побережье.
Обострением внутренних противоречий и усилением конкуренции между представителями аристократии воспользовался Диагор, который вскоре после Лелантской войны около 545 года до н. э. установил в Эретрии тиранию. Позже власть в городе перешла к сторонникам умеренной демократии. В конце VI в. до н. э. Эретрия сближается с Афинами. Этому способствовало этническое родство, близость политических режимов и общая вражда с Халкидой.
В IV веке до н. э. известен тиран Фемисон, опиравшийся на поддержку Фив. После него известны тираны: Менестрат, Плутарх и Клитарх. Все они вступали в противостояние с Афинами и не могли долго удержаться у власти.

### Разрушение и восстановление
Во время Ионийского восстания (500—494 гг. до н. э.) только эретрийцы и афиняне оказали помощь соплеменникам. За это персидские полководцы Датис и Артаферн II в 490 г. до н. э. полностью разрушили город Эретрию и продали его жителей в рабство. Те из жителей, которым удалось избежать этой страшной участи, бежали в Афины.
Вскоре Эретрию восстановили и отстроили. 600 эретрийских гоплитов принимали участие в битве при Платеях. Город присоединяется к Делосскому союзу. Однако в 446 г. до н. э. вместе с другими эвбейскими общинами восстает против афинской гегемонии. Подавление восстания вернуло Эретрию в ряды союзников Афин, но недовольство продолжало тлеть. После победы спартанцев в битве под Эретрией (411 г. до н. э), эвбейцы присоединились к победителям. Через четыре года остров вернулся под контроль Афин, которые рассматривали его как «близкую житницу». В 349 г. до н. э. эретрийцы получают независимость, в 343 г. до н. э. попадают под контроль Македонии, в 341—338 гг до н. э. раз находятся под властью Афин. После поражения при Херонее город окончательно оказывается под македонской властью.
С эллинистических времен Эретрии была больше известна как родина философа Менедема, который основал здесь свою философскую школу.
В 198 г. до н. э. город захватывают и грабят римляне. С 146 г. до н. э. Эретрия находится в составе римской провинции Македонии. В 87 г. до н. э., во время войны с Митридатом римляне окончательно разрушают город.
В 1824 году в период греческой войны за независимость на месте древней Эретрии основан городок, куда переселилась часть жителей острова Псари. Однако вскоре из-за эпидемии малярии поселок почти опустел.
Восстанавливается поселение только после присоединения Эвбеи к Греческой республике.

## Археология

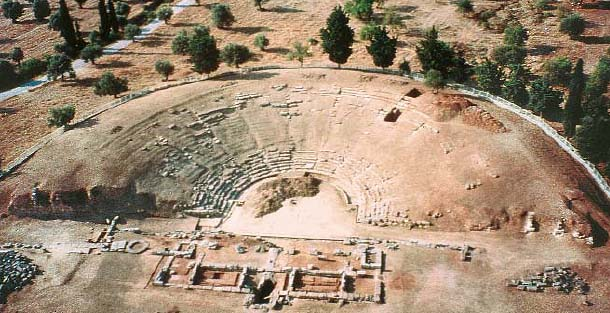
Древнегреческий театр в Эретрии.

В 1890—1894 годах американские археологи проводили на месте древней Эретрии раскопки и нашли античный театр.
В 2005 году было сообщено находке 65 надписей на разнообразных амфорах, кубках и черепках, обнаруженных на развалинах святилища Аполлона Дафнофора. Датируется эта керамика поздним геометрическим периодом (750—700 гг. до н. э.).

## Сообщество Эретрия
В общинное сообщество Эретрия входит четыре населённых пункта и остров Айия-Триас в проливе Нотиос-Эввоикос. Население 6330 жителей по переписи 2011 года. Площадь 58,648 квадратного километра.
| Населённый пункт    | Население (2011), человек |
| ------------------- | ------------------------- |
| Айия-Триас (остров) | 0                         |
| Ерондас             | 4                         |
| Магула              | 1063                      |
| Малаконда           | 1097                      |
| Эретрия             | 4166                      |

## Население
| Год  | Население, человек |
| ---- | ------------------ |
| 1981 | 3711               |
| 1991 | 2960               |
| 2001 | 3166               |
| 2011 | ↗ 4166             |